# Setmana dels vaixells de guerra

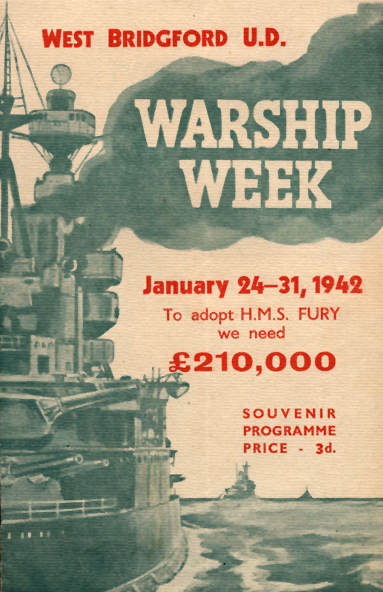
Setmana del Vaixell de Guerra de West Bridgford, animant a adoptar el HMS Fury

Les Setmanes de vaixells de guerra van ser campanyes d'estalvi nacionals britàniques durant la Segona Guerra Mundial, amb l'objectiu que un vaixell de guerra de la Royal Navy fos adoptat per una comunitat civil. Durant les primeres parts de la guerra, la Royal Navy no només havia perdut molts vaixells capitals sinó que s'enfrontava a una pressió creixent per proporcionar escortes als combois a l'Atlàntic. Tot i que no hi havia escassetat de mariners, els vaixells enfonsats per l'acció enemiga havien de ser substituïts.
L'equivalent per a l'exèrcit britànic era la Setmana de Salutació al Soldat i l'equivalent per a la Royal Air Force era la Setmana d'Ales per la Victòria.

## Campanya

### Recaptació de fons local

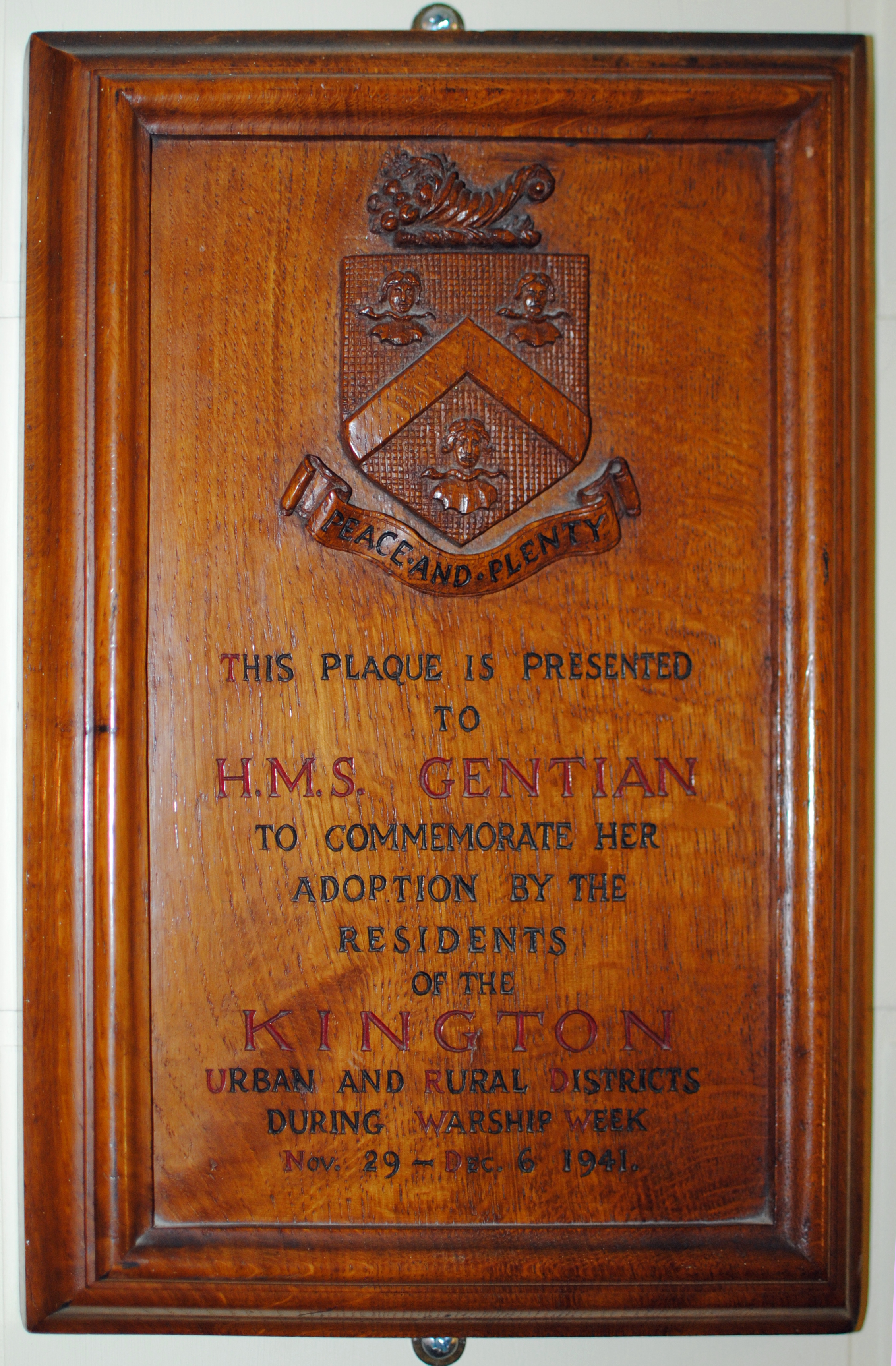
Placa presentada a l'HMS Gentian, per marcar l'adopció del vaixell pels residents dels districtes urbans i rurals de Kington durant la Setmana dels vaixells de guerra, del 29 de novembre al 6 de desembre de 1941. Ara al Museu de Kington.

S'establí un nivell d'estalvi per recaptar prou diners per cobrir el cost de la construcció d'un vaixell naval concret. L'objectiu era que les ciutats reunissin prou diners per adoptar cuirassats i portaavions, mentre que les ciutats i pobles es centrarien en creuers i destructors. Les ciutats i pobles més petits tindrien una xifra inferior. Un cop estalviats els diners objectiu per al vaixell, la comunitat adoptaria el vaixell i la seva tripulació.
Les organitzacions benèfiques locals, les esglésies i les escoles proporcionarien a la tripulació del vaixell adoptat guants, mitjons de llana i passamuntanyes. Els nens sovint escrivien cartes i enviaven targetes a la tripulació. Quan fos possible, oficials i homes del vaixell adoptat visitarien la comunitat local. Per celebrar la seva visita sovint s'organitzava una desfilada en honor seu.
L'oficial al comandament del vaixell intercanviaria plaques, objectes i fotografies amb la ciutat o poble que arribava a l'objectiu establert, i s'iniciaria una adopció. El nombre de vaixells de guerra adoptats va ser superior a 1.200, nombre que inclou cuirassats, creuers, destructors i vaixells d'arrossegament.

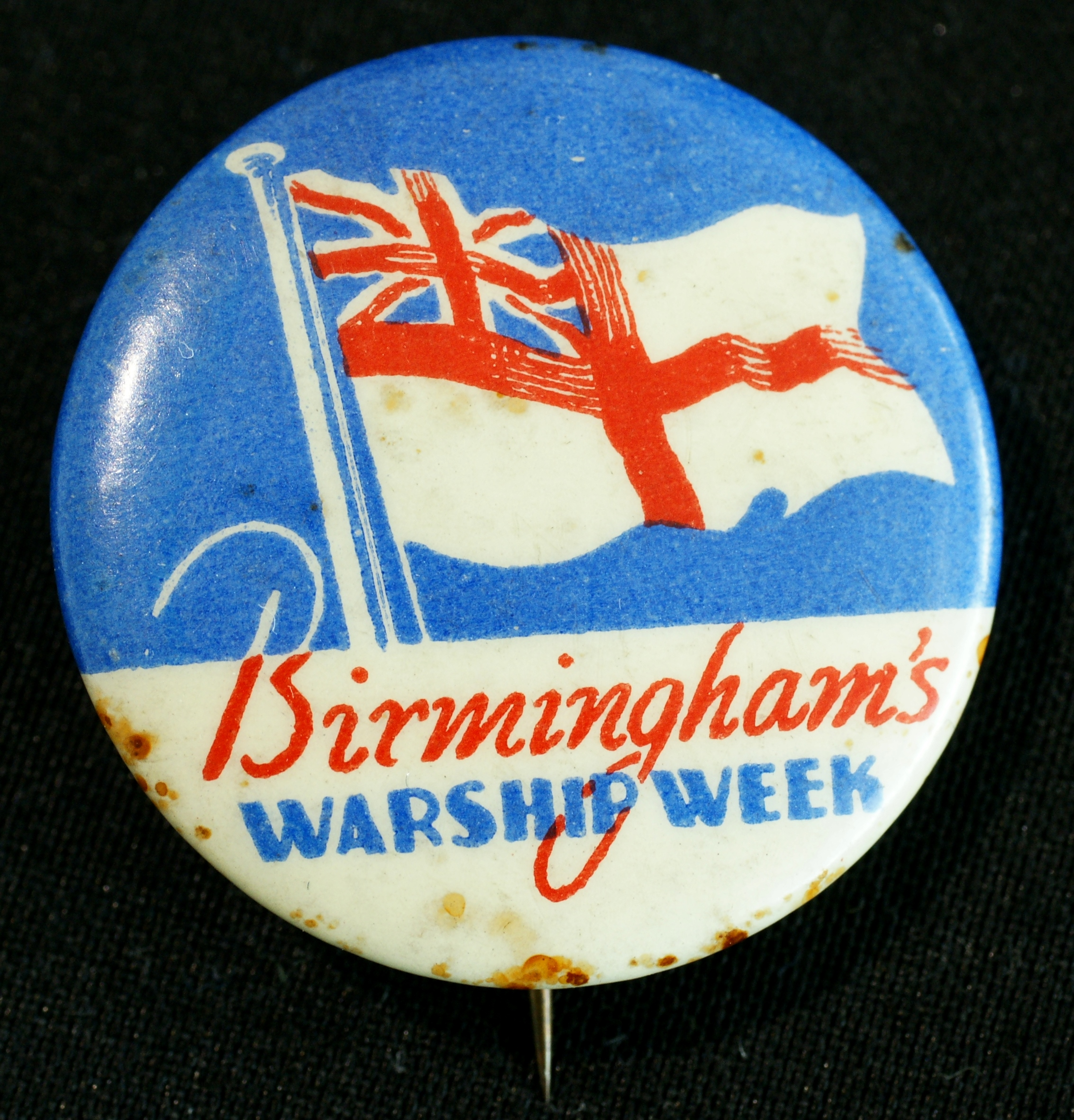
Insígnia per recaptar fons venuda durant la Warship Week a Birmingham, ara al Thinktank, Birmingham Science Museum

### Estalvi nacional
Entre 1941 i 1942, el govern britànic va introduir el concepte d'estalvi nacional. Cada regió del país tenia un objectiu d'estalvi per assolir. Això es basava en la població de la regió, amb cada nivell general d'estalvi amb una classe de vaixell de guerra assignada. Això es va conèixer com a Setmana dels vaixells de guerra, a causa de les seves similituds amb la Setmana de les armes de guerra, que va ser un impuls per reemplaçar el material perdut a Dunkerque mitjançant una campanya d'estalvi.

### Èxit
L'import total recaptat pel Tresor durant les 24 setmanes de la campanya de la Setmana dels vaixells de guerra va ser de 955.611.589 £, equivalent a uns 43.100 milions de £ el 2019. Això incloïa una quantitat realitzada en les setmanes específicament designades per a Setmanes de vaixells de guerra de £545,640,770, equivalent a uns 24.600 milions de lliures el 2019. Una comunitat patrocinaria un vaixell mitjançant estalvis individuals en bons del govern i certificats d'estalvi nacionals. Les campanyes van ser organitzades pel National War Savings Committee amb el suport de l'Almirallat. Durant la campanya s'organitzaren un total de 1.178 setmanes de vaixells de guerra, que van implicar un total de 1.273 districtes. Un anunci de premsa citava l'adopció de vuit cuirassats, quatre portaavions, quaranta-nou creuers, tres-cents un destructors, vint-i-cinc submarins, cent seixanta-quatre corvettes i fragates i dos-cents vuitanta-vuit dragamines.